# Bulbophyllum spathulatum
Bulbophyllum spathulatum là một loài phong lan thuộc chi Bulbophyllum.